# 夏枯れ
「夏枯れ」（なつがれ）は、ずっと真夜中でいいのに。の楽曲。EMI Recordsより2022年9月15日に各音楽配信サービスにてリリースされた。

## 概要
- 前作『消えてしまいそうです』から1週間ぶりのリリースとなった。
- 本楽曲は、スタジオコロリドによるアニメーション映画「雨を告げる漂流団地」の挿入歌となっており、本楽曲と同映画の主題歌「消えてしまいそうです」が収録されたレコード盤が、『消えてしまいそうです』[12inch Analog Single]重量盤として「UNIVERSAL MUSIC STORE」と「ZUTOMAYO MART」でそれぞれ1000枚ずつ、計2000枚限定で抽選販売された[2]。

## 収録内容
| #         | タイトル   | 作詞・作曲 | 編曲            | 時間 |
| --------- | ---------- | ---------- | --------------- | ---- |
| 1.        | 「夏枯れ」 | ACAね      | 100回嘔吐、ZTMY | 3:56 |
| 合計時間: | 合計時間:  | 合計時間:  | 合計時間:       | 3:56 |